# Machinerichtlijn
De machinerichtlijn (2006/42/EG) is een Europese richtlijn voor de machine-industrie betreffende de veiligheidscriteria waaraan machines dienen te voldoen. 
Wanneer met machines wordt gewerkt, dan zal terdege aan de veiligheid moeten worden gedacht. Draaiende onderdelen moeten waar mogelijk worden afgeschermd en risico's moeten worden vermeden door het aanbrengen van waarschuwingsmarkeringen. Verder moet voor de gezondheid van de productiemedewerkers elke bewerking waarbij stof of zaagsel vrijkomt worden afgezogen. De afgezogen lucht wordt dan gefilterd met een luchtfilterinstallatie. 
Elk veiligheidsrisico dat weggenomen kan worden moet ook worden weggenomen. Eventuele overgebleven risico's moeten zo goed mogelijk worden afgeschermd. Wat dan nog overblijft moet duidelijk worden gemarkeerd. Een en ander is voor bijvoorbeeld de Europese Unie nauwkeurig vastgelegd in richtlijnen, zoals de machinerichtlijn.